# Carl Adolph von Plessen
 Der er flere personer med dette navn, se Carl Adolph von Plessen (diplomat).
Carl Adolph von Plessen (født 18. marts 1678, død 30. januar 1758) var en tysk-dansk gehejmeråd, overkammerherre, statsmand og godsejer. Han var søn af Christian Siegfried von Plessen og broder til Christian Sigfred og Christian Ludvig von Plessen.

## Venskab med Prins Carl og Prinsesse Sophie Hedevig
Efter at han havde fået den i hin tid for intelligente unge adelsmænd almindelige uddannelse og bl.a. opholdt sig ved universiteter i udlandet, blev han meget tidlig knyttet til Christian 5.s yngre søn Carl, hvem han fulgte på den udenlandsrejse, denne foretog 1696-99. Snart efter at den var endt, ansattes han som hofmarskal hos prinsen, og 1708 blev han overkammerherre hos ham, hvilken stilling han bevarede indtil prinsens død 1729. Da Plessens fader allerede tidligt var faldet i unåde hos Frederik 4., var stemningen i familien imod kongen næppe særdeles god, og dette var måske en grund til, at Plessen ikke havde lyst til at træde i statstjeneste, men nøjedes med at indtage en hofstilling hos prinsen, for hvem han efterhånden blev en uundværlig ven, og hos hvem han havde en overordentlig indflydelse. Det er en kendt fortælling, at Frederik 4., da han engang så sin broder og Plessen komme, udbrød: "Der kommer Prins Plessen og min Broder Carl".
Plessens nøje forhold til prinsen udvidedes til snart også at omfatte dennes søster, Prinsesse Sophie Hedevig, især efter at søskendeparret havde taget bolig på Vemmetofte (1721). Plessen var uden sammenligning den vigtigste mand ved det lille hof, der førtes her. I hvilken grad det var venskab og ikke tanke om pengeløn, der bragte ham til at styre prinsens hof, viser det, at han fra året 1723 aldrig krævede gage og derimod i den grad ved rentefri lån hjalp prinsen, når han var i forlegenhed, at han ved hans død havde 74.000 Rdl. til gode hos ham. Prinsens død 1729 gjorde for øvrigt ingen forandring i Plessens stilling, da han vedblev at indtage sin gamle plads hos Prinsesse Sophie Hedevig, hvis yndlingsopholdssted Vemmetofte stedse var. Og som Plessen i det hele hjalp prinsessen med råd og dåd, således var han hende særlig til gavn ved udarbejdelsen af fundatsen for Vemmetofte Kloster, der trådte i kraft efter hendes død 1735. Ja, Plessen gjorde mere. Det var ham i den grad en hjertesag at gennemføre prinsessens tanker, at han, der indtil sin død var den ene af klosterets 2 kuratorer, under dettes vanskelige pekuniære stilling ydede en række pengetilskud af sin egen lomme for at holde det oppe. På alle punkter føltes hans faste hånd og hans varme deltagelse i, hvad der vedrørte klosteret, lige fra dets vigtigste velfærdsspørgsmål ned til sådanne træk, som at han bestemte en vis årlig sum til at bestride gudstjenesten på klosteret med, at han forsynede alle dets skoler med eksemplarer af "Kristendommens Hovedartikler", og at han i sit testamente udsatte 1000 Rdl. til uddeling blandt de fattige på dets godser. Det er ikke for meget sagt, at det ganske særlig skyldtes ham, at denne store stiftelse kom i gang og efterhånden fik kraftig vækst. Prinsesse Sophie Hedevig viste da også, hvor meget hun skønnede på ham, da hun ved sin død testamentarisk ville overdrage ham "et Sølvtaffel og en Sølvbuffet" og tillige fastsatte, at han skulle eje den såkaldte "Have" (dvs. Blågård) uden for Københavns Nørreport. Plessen ville helst sige nej hertil, men Christian 6. nødte ham dog til at tage imod "Haven". Så nært som forholdet var mellem den ugifte prinsesse og Plessen, der var pebersvend, kunde det ikke være andet, end at folkesnakken fik travlt med dem, og man vidste da også at fortælle, at de var hemmeligt gift, et rygte, der dog savner dybere grund.
Når Prins Carl og søsteren 1721 havde taget bo på Vemmetofte, havde det hængt sammen med deres forbitrelse over, at Anna Sophie var blevet dronning, og det var dengang kommet til et brud mellem dem og broderen, Frederik 4. Deres forbitrelse imod dronningen deltes ganske af Plessen. Herom vidste Frederik 4. god besked, og da det var ham klart, at netop mænd som Plessen sandsynligvis ville få meget at sige hos hans søn, når han besteg tronen, søgte han, da han lå på sit dødsleje, at stemme ham blidere. Der er noget forunderlig rørende i det bekendte optrin 11. oktober 1730, da den døende enevoldskonge kaldte Plessen hen til sin seng og, foruden at han hængte Elefantordenens bånd om hans hals, bad ham om at værne om dronningen og hans andre nærmeste. Men på Plessen gjorde det uheldigvis ikke det ringeste indtryk, han vedblev at være Anna Sophie lige gram.

## Karriere under Christian 6.
Det gik, som Frederik 4. havde forudset, at Plessen ville komme til at spille en større rolle, når han selv havde lukket sine Øjne. Christian 6. udnævnte ham til i forening med broderen Christian Ludvig, Iver Rosenkrantz og holsteneren Blome at danne hans første Konseil. Nogen særlig ministerportefeuille fik han ikke, hvorimod han blev overkammerherre ved det kongelige hof (17. oktober 1730). Det syntes at være med grund, at Plessen blev kaldet til at optræde som statsmand. Han var aabenbart en mer end almindelig begavet mand, der havde vundet en rig Dannelse og talte meget godt for sig. Der var meget ædelt, uegennyttigt og trofast i hans Karakter, og hans Interesser vare alvorlige og dybe; han var en virkelig from mand. Hertil føjede han en levende videnskabelig Sans, der blandt andet bragte ham til at sætte stor pris på Hans Gram og gjorde det til en kjær Syssel for ham at skaffe sig en god Bogsamling. Men over sligt glemte han dog ikke det praktiske liv, og ligesom han var en dygtig styrer både af sine egne vidtstrakte godser og af Vemmetoftes ejendomme, således var han ivrig deltager i det Asiatiske såvel som i det Vestindisk-Guineiske Kompagnis foretagender; han var i en årrække præsident i det sidstnævnte af disse selskaber.

## Gradvist fald fra magten
Det var den fælles modstandsånd imod Anna Sophie Reventlow og hendes venner, der i Frederik 4.s sidste tid havde knyttet Plessen og den senere konge Christian 6. sammen. Denne begyndte også sin regering med at sætte stor pris på ham, og han havde måske større indflydelse end nogen anden; det var, som om kongen ikke kunde undvære ham. Men hans stilling begyndte alligevel snart at vakle. Det kom til levende stridigheder mellem Konseillets medlemmer og krigsministeren Poul Vendelbo Løvenørn, især da Konseillet, efter først at have rådet kongen til at hæve Landmilitsen, i overensstemmelse dermed senere bekæmpede dens genoprettelse, hvilken Løvenørn derimod af militære grunde stærkt ønskede. Kongen fulgte krigsministeren, og det alvorlige nederlag, Konseillet her led, ramte Plessen følelig.
Samtidig mærkede han, ligesom konseillets andre medlemmer, at deres stilling var truet ved den indflydelse, kongens svigermoder, den intrigante markgrevinde af Bayreuth, dels personlig, dels gennem datteren Dronning Sophie Magdalene udøvede på Christian 6. Her spillede det religiøse sikkert ind. Plessens religiøsitet havde vistnok en noget pietistisk farve, og han stod en tid lang Herrnhuternes fører, grev Zinzendorf, personlig nær; men han holdt dog ligesom broderen og Rosenkrantz for meget på den bestående statskirke til at finde behag i pietisternes stormløb imod denne, og derved forbitrede han den pietistisk ivrige markgrevinde. Hertil kom nogle uheldige sider ved hans personlighed. Hvor tiltalende det end er i ham at se en selvstændig adelsmand, der tillod sig at have en mening også over for den enevældige konge, så var dette viljestærke hos ham tilsat med en betydelig selvfølelse, og han kunde være både lunefuld og opfarende i sin måde at være på. Som han derved stødte adskillige andre fra sig, således gjorde det ham lidet skikket til at omgås en konge, der i den grad som Christian 6. satte pris på en "submis" holdning hos sine høje embedsmænd. Det hjalp ikke, at han havde en støtte hos den af kongen højt skattede Prinsesse Hedevig, han følte sig dog, pirrelig som han var, snart så ilde ved sin stilling, at han allerede 27. april 1733 tog sin afsked fra Konseillet.
Bruddet imellem ham og kongen havde været så stærkt, at han, om han end beholdt sin titel som overkammerherre, stedse vedblev at være ilde anskreven hos Christian 6., der i ham såvel som i broderen så hemmelige modstandere; han kaldte dem og deres venner "en Bande", og et nyt sammenstød med kongen førte til, at denne fratog ham den pension, han havde givet ham, da han forlod Konseillet. Det synes som en følge af disse forhold at have været ganske uden grund, når der senere blev talt om, at Plessen havde udsigt til atter at få noget at sige hos Christian 6. Derimod er det sikkert nok, at han straks efter Frederik 5.s tronbestigelse har gjort skridt for igen at vinde indflydelse, han rådede da den unge konge til at gøre en del forandringer både i småt og stort; men forsøget faldt uheldigt ud, og han måtte trække sig tilbage til sine vante private sysler.

## Godsejeren Plessen
Sandt at sige behøvede han ikke derfor at være ledig. Den betydelige formue, han havde arvet efter sin fader, havde han forstaaet at forøge i Tidens Løb, og han døde som en af landets største godsejere; han ejede både Førslev, Harrestedgård, Gunderslevholm, Saltø, Kastrupgård, Fuglebjerg og Fodbygård på Sjælland foruden Dronninglund i Jylland. Han arvede også Blågård ved prinsessens død i 1735.
Plessen hører ikke til de herremænd, der have været med at bryde banen for landboreformerne; men han har sat sig et smukt minde ved sin iver for at fremme skoleundervisningen hos sine bønder. Både oprettede han 16 almueskoler, og han vågede ved flittige Besøg i dem over, at undervisningen blev ledet på forsvarlig måde. Til dette træk knyttede der sig, da han døde, et andet smukt minde om ham, nemlig om at han var en i høj grad godgørende mand. Da han, som ovenfor omtalt, var ugift, gik hans godser efter hans død, der indtraf 30. januar 1758, over til hans broder C.L. von Plessens børn.
I 1725 opsatte von Plessen en mindetavle i Fuglebjerg Kirke.
Carl Adolph von Plessen var patron for Sankt Petri Kirke. Han skænkede kirken det store maleri Kristus på oliebjerget, malet af Hendrik Krock, og er begravet i det plessenske familiegravsted i kirken.